# 1989 TM1

1989 TM1

1989 TM1 är en asteroid i huvudbältet som upptäcktes den 8 oktober 1989 av de båda japanska astronomerna Tsutomu Hioki och Nobuhiro Kawasato i Okutama.
Asteroiden har en diameter på ungefär 4 kilometer.